# بانكسيا بريونوتس
بانكسيا بريونوتس (بالإنجليزية: Banksia prionotes )، والمعروفة باسم بانكسيا الجوزية أو بانكسيا البرتقالية، هي نوع من الشجيرات أو الأشجار التابعة لجنس بانكسيا ضمن فصيلة البروتاسيا (Proteaceae). تنمو بشكل طبيعي في جنوب غرب أستراليا، ويصل ارتفاعها إلى حوالي 10 أمتار، بينما تكون أصغر حجمًا في المناطق الأكثر تعرضًا أو في الشمال من نطاق انتشارها. تتميز هذه الشجرة بأوراقها الخضراء الباهتة ذات الحواف المسننة، وزهورها الكبيرة ذات الألوان الزاهية التي تتحول من الأبيض إلى البرتقالي عند التفتح. وتُعرف هذه النباتات بأزهارها التي تشبه الجوز (acorn) في شكلها، ويُعتبر هذا من أسباب تسميتها الشائعة. تُزرع هذه الأنواع على نطاق واسع في الحدائق وتُستخدم في صناعة الزهور المقطوفة. 

## الوصف النباتي
تُعد بانكسيا بريونوتس من الأنواع النمطية في جنسها، وهي شجرة مستقيمة عادة ما تنمو بطول يتراوح بين 5 و10 أمتار، لكنها قد تظهر على هيئة شجيرة أقصر في البيئات الشمالية أو المناطق الساحلية المعرضة. تمتاز بأوراقها الخطية ذات الحافة المسننة بوضوح، والتي يبلغ طولها نحو 30 سنتيمترًا، وتنتظم بشكل لولبي حول الفروع. أما النورات الزهرية، فهي بارزة وسميكة، تتكون من آلاف الزهرات الصغيرة المتراصة بإحكام، وتظهر بلون أبيض كريمي في بداية التفتح ثم تكتسب لونًا برتقاليًا ساطعًا مع النضج. هذه النورات تُعد من بين السمات المميزة لهذا النوع، إذ يبلغ طولها عادة 20 إلى 30 سنتيمترًا، وتُنتج كميات وفيرة من الرحيق، مما يجعلها مصدر جذب هام للطيور والحشرات الملقحة.
يمتد الإزهار من أواخر الصيف إلى الشتاء، وتتحول الأزهار بعد تلقيحها إلى ثمار خشبية صلبة تُعرف باسم "الفوليكولات"، تحتوي على بذور تُطلق بعد تعرض النبات للنار أو الجفاف الشديد، وهي خاصية شائعة بين أنواع البانكسيا، تعكس تكيفها مع أنظمة بيئية خاضعة لحرائق الغابات الدورية.

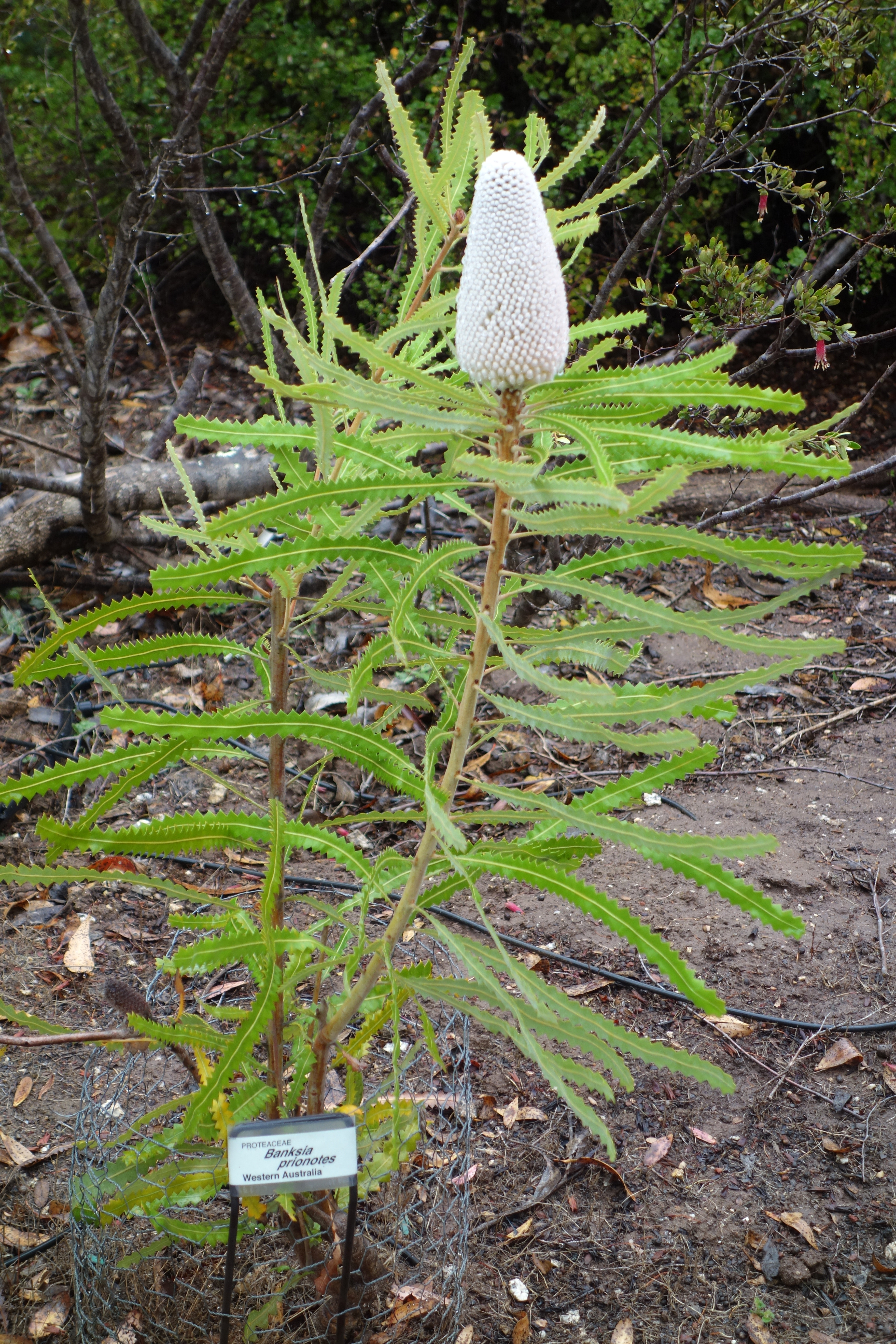
شَتلات نبات بانكسيا بريونوتس (Banksia prionotes) في مراحله الأولى للنمو، تظهر الخصائص الورقية الأولية التي تميز النبات في مرحلة الشباب قبل تطور الأزهار والفروع الكاملة.

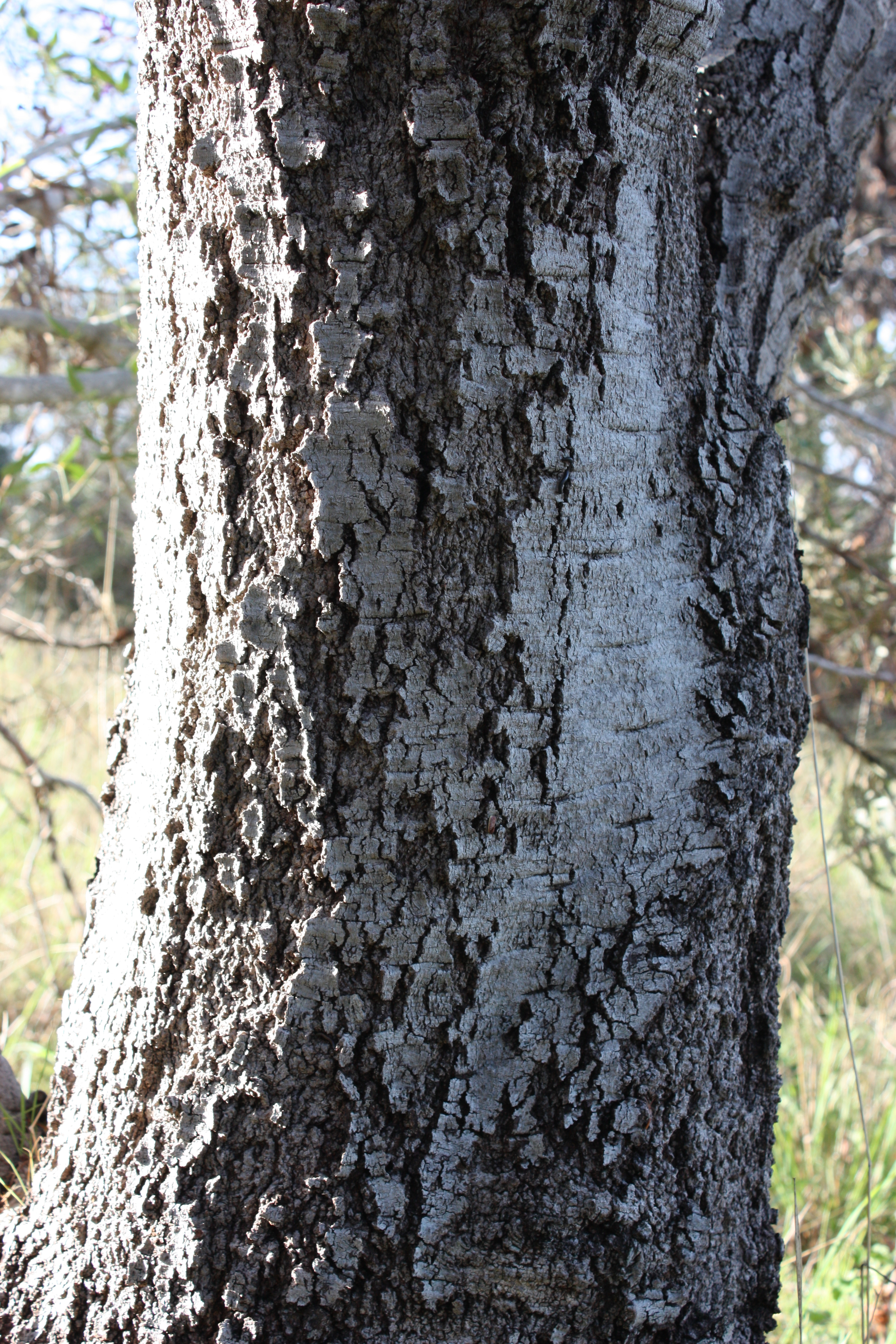
ساق شجرة بانكسيا بريونوتس (Banksia prionotes) يظهر القشرة القديمة التي تحمي الجذع وتعكس طبيعة تكيف النبات مع بيئته الجافة.

## التصنيف والتسمية

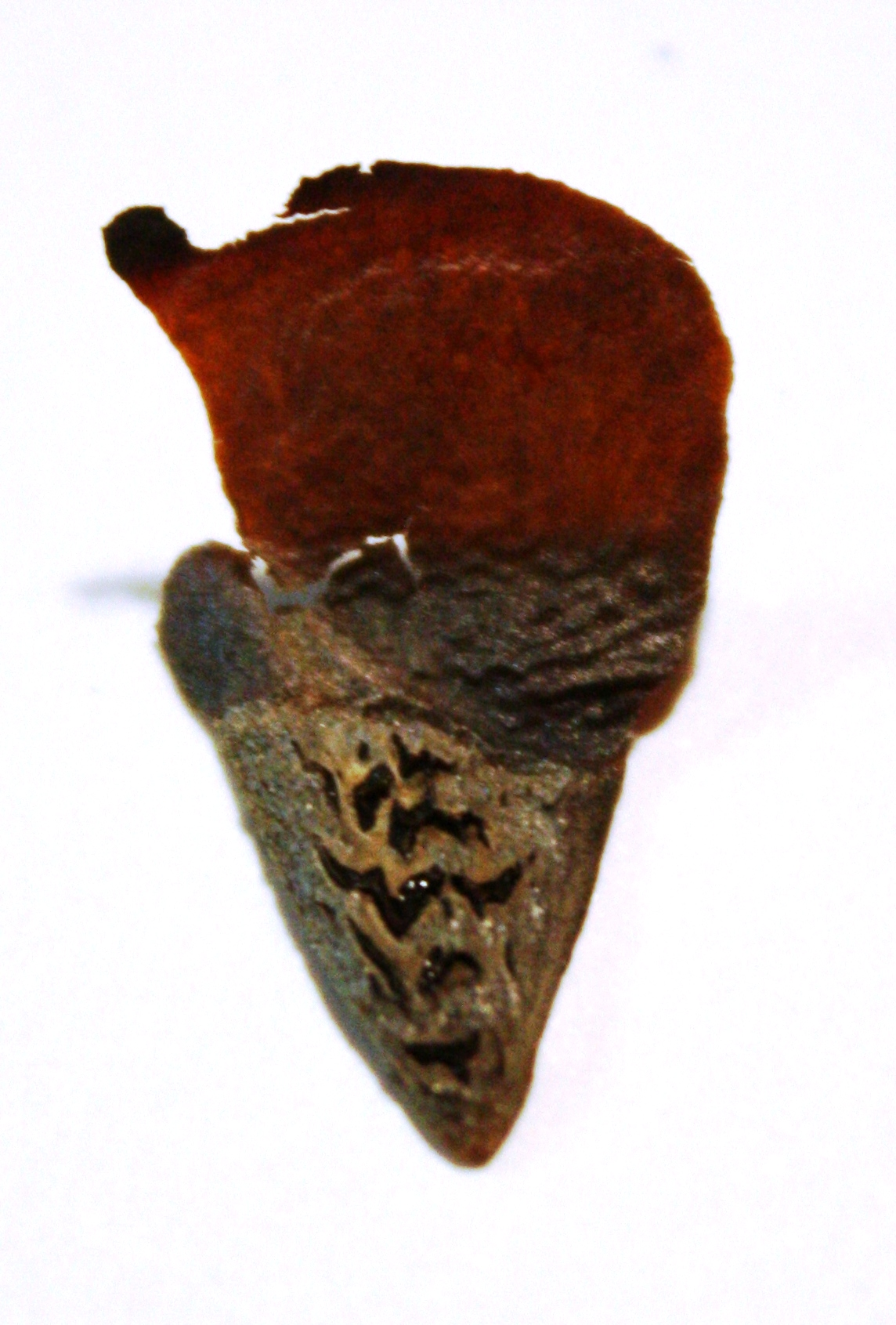
شكل بذور نبات بانكسيا بريونوتس (Banksia prionotes)، التي تتميز ببنيتها الخاصة التي تساعدها على التشتت والبقاء في بيئاتها الطبيعية.

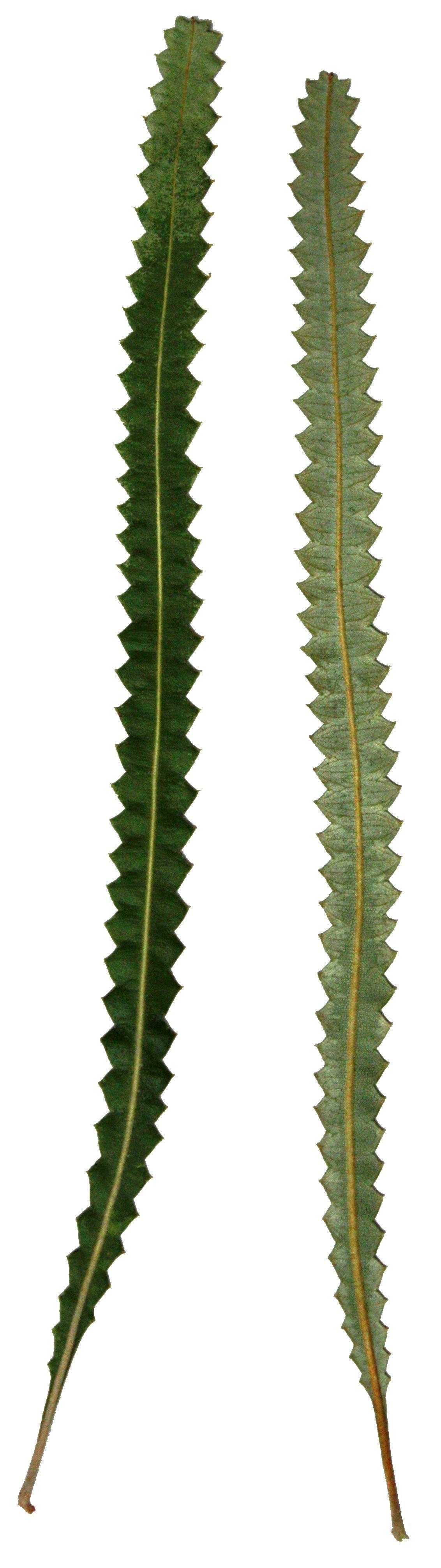
ورقة نبات بانكسيا بريونوتس (Banksia prionotes) تظهر تفاصيل شكل الورقة وحوافها المميزة.

وُصفت بانكسيا بريونوتس رسميًا لأول مرة في عام 1856 من قِبل عالم النبات السويسري كارل ميكلر (Carl Meissner)، ضمن مراجعة أجراها لأجناس الفصيلة البروتاسية، نُشرت في مجلد من أعمال الجمعية النباتية الملكية في لندن. وقد أُدرج الاسم تحت الصيغة الثنائية Banksia prionotes، مشتقًا من الكلمة اليونانية prion وتعني "منشار"، في إشارة إلى الحواف المسننة لأوراق النبات.
تنتمي بانكسيا بريونوتس إلى السلسلة النباتية Banksia ser. Cyrtostylis داخل الجنس بانكسيا، وتُعد واحدة من الأنواع القليلة في هذه السلسلة التي تُكوِّن أشجارًا كبيرة نسبيًا. وقد أظهرت الدراسات التصنيفية الحديثة، بما في ذلك التحليلات الجزيئية، أن بانكسيا بريونوتس ترتبط ارتباطًا وثيقًا بأنواع أخرى مثل Banksia menziesii، ضمن ما يُعرف أحيانًا بـ "الأنواع النهرية" التي تتشارك أنماطًا بيئية متشابهة وتوزيعًا جغرافيًا متداخلًا.
وفي عام 2007، أُعيد تصنيف أجناس بانكسيا وفقًا للدراسات الوراثية التي قام بها أستاذ علم النبات أوستن ماستن (Austin Mast) وزملاؤه، إلا أن Banksia prionotes احتفظت بمكانتها التصنيفية داخل الجنس بانكسيا، مما يعكس استقرار تصنيفها النسبي مقارنة ببعض الأنواع الأخرى.

## التوزيع والموائل
تنتشر بانكسيا بريونوتس طبيعيًا في المناطق الساحلية والغربية من أستراليا الغربية، على نطاق جغرافي يقدر بحوالي 815 كم من الشمال إلى الجنوب، و125 كم من الشرق إلى الغرب، بين مدينة جيرالدتون شمالًا وحتى منطقة بينبيري جنوبًا. ويُلاحظ أن انتشارها يتركز بشكل خاص في التكوينات الرملية العميقة التي تتشكل على الكثبان الساحلية القديمة، حيث تفضل الترب ذات التصريف الجيد التي تتكون من الرمال الجيرية البيضاء أو الصفراء. الأمر الذي يفسر تواجدها الأساسي في الأودية والمنحدرات السفلى للكثبان الرملية. ونادرًا ما تنمو في التربة الطينية أو الصخرية. وتُظهر بيانات النظام البيئي في السهول الساحلية (Swan Coastal Plain) أن بانكسيا بريونوتس تميل إلى التركز في المناطق ذات المياه الجوفية الضحلة والتربة ذات المحتوى القاعدي المرتفع، ما يدل على حساسيتها لتغير الخصائص الكيميائية في التربة.
تنتمي بانكسيا بريونوتس إلى المجتمع النباتي المعروف باسم Banksia woodland، وهو نوع من الغابات المفتوحة أو الأراضي الشجرية التي تهيمن فيها أنواع بانكسيا على الغطاء الشجري العلوي. تعيش هذه الأنواع عادة في بيئة معتدلة الجفاف، ويُعد توافر المياه الجوفية أو المطر الشتوي عاملًا حاسمًا لبقائها، خاصة في المناطق الأكثر حرارة في شمال نطاقها. تترافق هذه الأنواع مع نباتات أخرى كالأكاسيا والهاكيا، وغالبًا ما تشكل جزءًا من النظام البيئي المتكامل الذي يضم أنواعا متعددة من النباتات المستوطنة. 

## البيئة والانتشار الطبيعي
تنمو بانكسيا بريونوتس بشكل طبيعي في جنوب غرب أستراليا الغربية، وهي شجرة متأقلمة مع المناخ المتوسطي الجاف الذي يسود هذه المنطقة. يمتد نطاق انتشارها من الساحل بالقرب من بلدة جيرالدتون شمالًا إلى مناطق قريبة من بيرث جنوبًا، على طول شريط رملي ضيق يعرف باسم السهول الساحلية (Swan Coastal Plain). تُفضل هذه الشجرة التربة الرملية العميقة ذات التصريف الجيد، وغالبًا ما تكون من أصل بحري أو نهري قديم، كما أنها تنمو بكثرة فوق الكثبان الساحلية المرتفعة.
تُعد بانكسيا بريونوتس من الأنواع المهيمنة في بعض النظم البيئية المحلية، حيث تُشكل مكونًا بارزًا في المجتمعات النباتية التي تُعرف باسم "غابات البانكسيا"، والتي تضم أنواعًا أخرى من بانكسيا والنباتات المحلية المتكيفة مع التربة الفقيرة بالعناصر الغذائية. تُفضل هذه الشجرة المناطق المفتوحة التي تتعرض لأشعة الشمس الكاملة، كما أنها تعتمد على المياه الجوفية التي تسحبها من الأعماق عبر جذورها العميقة.
ورغم قدرتها على التكيف مع الجفاف، فإن الشجرة تُظهر حساسية للحرائق العالية الشدة، لأنها تفتقر إلى براعم التجديد القاعدي، وتعتمد بدلًا من ذلك على البذور المخزنة في الثمار التي تنفتح بفعل الحرارة. وتُعد معدلات الإنبات والتجدد في الحقول الطبيعية محدودة مقارنة ببعض الأنواع الأخرى، ما يجعل نمط انتشارها بطيئًا نسبيًا.

## الوظائف البيئية والتكيّف الإيكولوجي
تلعب بانكسيا بريونوتس دورًا بيئيًا مهمًا في النظم الإيكولوجية التي تنتمي إليها، فهي تُعد من الأنواع النمطية في مجتمعات "غابات البانكسيا"، وتسهم بشكل فعّال في دعم التنوع البيولوجي المحلي. تُنتج النورات النورات الزهرية كميات كبيرة من الرحيق الغني بالسكريات، مما يجعلها مصدرًا غذائيًا رئيسيًا للعديد من الملقحات، مثل الطيور آكلة العسل (Meliphagidae) والحشرات المحلية. وقد أشارت الدراسات إلى أن هذا النوع يتبع نمطًا مميزًا في فتح ثماره الخشبية، يعتمد على تكرار دورات الجفاف والرطوبة، ما يعزز من فرصة إطلاق البذور في ظروف مناسبة للنمو، ويُعد ذلك تكيفًا بيئيًا فريدًا ضمن فصيلة البروتاسيا.
كما أن هذا النوع يُظهر نمطًا مميزًا في توزيع الثغور على سطح الأوراق (Stomata)، مما يعكس تكيفًا فيزيولوجيًا مع ضغوط بيئية مثل الحرارة والملوحة ونقص المياه، وهو ما أظهرته التحليلات الوراثية الحديثة التي درست العلاقة التطورية بين أنواع بانكسيا ودراياندرا، وكشفت عن روابط بيئية وجزيئية وثيقة ضمن هذا الفرع من فصيلة البروتاسيا.

## دورة حياة بانكسيا بريونوتس

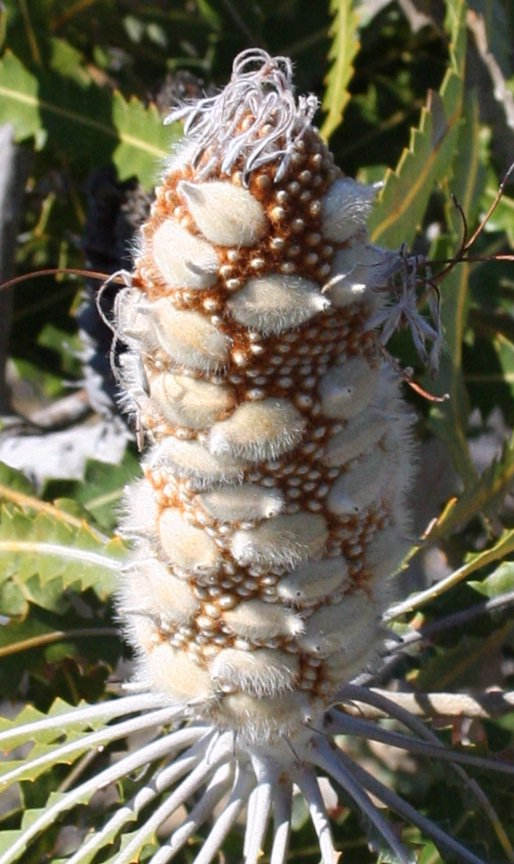
العنقود المثمر النامي لنبات بانكسيا بريونوتس (Banksia prionotes)، يظهر تطور الثمار الصغيرة بعد الإزهار، وهو جزء مهم من دورة حياة النبات وتكاثره.

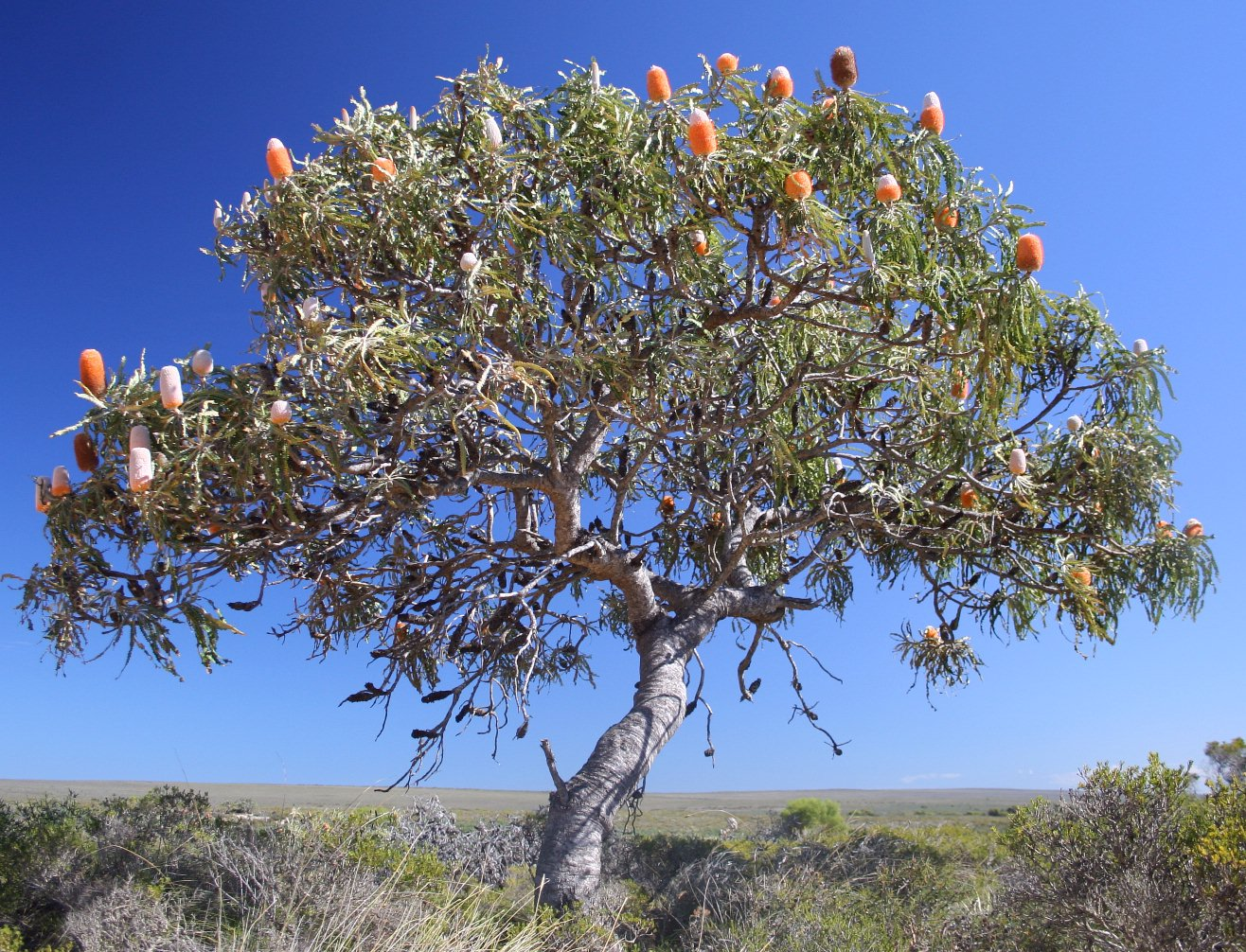
نبات بانكسيا بريونوتس (Banksia prionotes) كامل النمو مع أجزائه المميزة، بما في ذلك الأوراق المتشابكة والأزهار الفريدة على شكل أسطوانات صفراء تمثل مرحلة التزهير الناضجة.

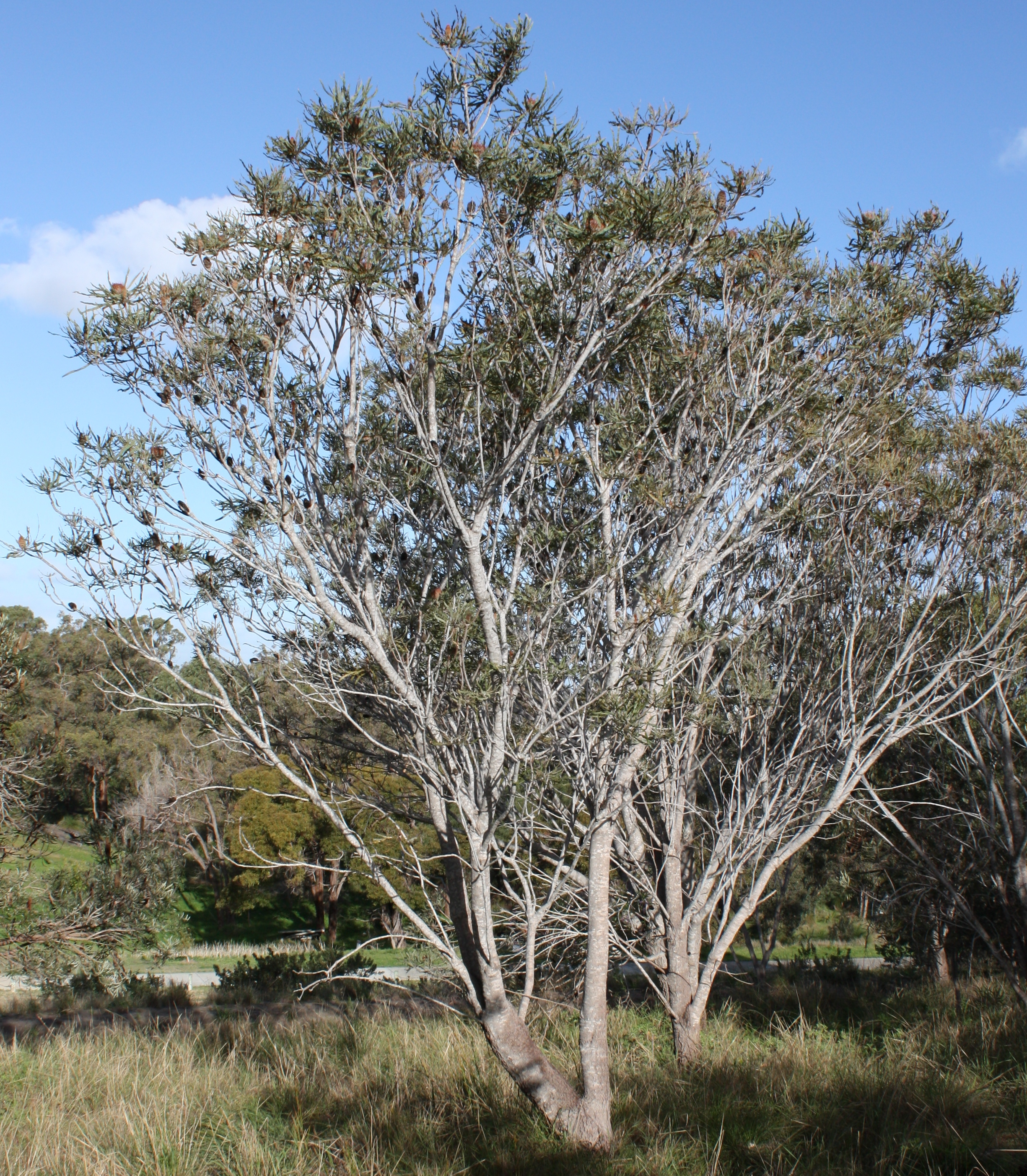
مجموعة من أشجار بانكسيا بريونوتس في موطنها الطبيعي، تُظهر شكلها الشجري وهيئة التفرعات في البيئة المفتوحة.

بانكسيا بريونوتس من النباتات المتأقلمة بشكل خاص مع نظام بيئي تتكرر فيه الحرائق الطبيعية. تمتلك هذه الشجرة آلية تكيف فريدة تسمى السرطنة البذرية (serotiny)، حيث تحفظ بذورها داخل ثمار خشبية صلبة تسمى (فوليكولات) لفترات طويلة، ولا تفتح هذه الثمار لإطلاق البذور إلا بعد تعرضها لحرارة النار أو في حالات جفاف شديدة. هذه الخاصية تعد استراتيجية بقاء فعالة، حيث تُطلق البذور في بيئة خالية نسبيًا من النباتات المنافسة، بالإضافة إلى استفادتها من المواد المغذية التي تتوفر في التربة بعد الحريق نتيجة تحلل الرماد
هذه الخاصية تضمن إطلاق البذور في بيئة نظيفة من المنافسة النباتية ومثرية بالمواد المغذية الناتجة عن رماد الحريق، مما يعزز من فرص إنباتها ونموها بنجاح.
تُشير الدراسات إلى أن السرطنة البذرية في بانكسيا بريونوتس تعتمد بشكل كبير على دورات الجفاف والرطوبة (wet-dry cycles)، حيث تعمل هذه الدورات على تحفيز الفتح التدريجي للثمار، مع إعطاء الأولوية لإطلاق البذور بعد الحريق أو عند ظروف جفاف ملائمة. هذا النظام يضمن تكاثرا متزامنًا وفعالًا، مما يساعد على استعادة الغطاء النباتي بسرعة بعد الحرائق، ويمنع تدهور النظام البيئي بسبب فقدان الغطاء النباتي.
بالإضافة إلى ذلك، تمتلك بانكسيا بريونوتس جذورًا عميقة تساعدها على الوصول إلى المياه الجوفية، مما يمنحها قدرة على التحمل في الفترات الجافة بين الحرائق. كما تظهر أوراقها حوافًا مسننة تعمل على تقليل فقدان الماء.
وبهذه الصفات، تُعتبر بانكسيا بريونوتس عنصرًا أساسيًا في غابات البانكسيا (Banksia woodlands)، حيث تلعب دورًا حيويًا في دعم التنوع البيولوجي المحلي من خلال إنتاج كميات كبيرة من الرحيق والغذاء للعديد من الكائنات الحية. 

## التهديدات البيئية والحفظ
رغم تأقلم بانكسيا بريونوتس مع الظروف الطبيعية القاسية، فإن الأنشطة البشرية في العقود الأخيرة باتت تُشكل تهديدًا متزايدًا لبقاء هذا النوع في موائله الأصلية. يُعد التوسع العمراني في منطقة السهول الساحلية الغربية، خصوصًا في ضواحي مدينة بيرث والمناطق السياحية الساحلية، من أبرز العوامل المؤثرة على نطاق انتشار هذه الشجرة. فقد أدى بناء الطرق، والمناطق الصناعية، والتوسع في الإسكان، إلى تجريف الكثبان الرملية التي كانت توفر موائل طبيعية غنية بالتنوع البيولوجي، ومنها مجتمعات بانكسيا.
كما أن انخفاض منسوب المياه الجوفية بسبب الضخ الزراعي والاستخدام الحضري الكثيف يُعد من أكبر التهديدات غير المرئية. وبما أن بانكسيا بريونوتس تعتمد على جذور عميقة للوصول إلى طبقات المياه البعيدة، فإن تناقص هذه الموارد يؤدي إلى إجهاد مائي مزمن، قد لا يظهر فورًا في شكل ذبول أو موت ظاهر، لكنه يضعف قدرة النبات على الإزهار، إنتاج الثمار، وتخزين البذور، مما يهدد دورات تكاثره على المدى الطويل.
تُوصي الدراسات البيئية المعاصرة بضرورة إعادة النظر في إدارة هذه النظم البيئية، من خلال مراقبة مستويات المياه الجوفية، وتنظيم أنشطة التجريف والبناء ضمن النطاقات الحرجة، فضلًا عن النظر في دور الحرائق المُدارة علميًا لضمان استمرار الدورة الإيكولوجية الطبيعية. إن حماية بانكسيا بريونوتس لا ترتبط فقط بالحفاظ على نوع نباتي مميز، بل بضمان استقرار نظام بيئي غني ومعقد يُعد من الخصائص البيولوجية الفريدة لأستراليا الغربية.